# Маунд (Минесота)
Маунд (енгл. Mound) град је у америчкој савезној држави Минесота.

## Демографија
По попису из 2010. године број становника је 9.052, што је 383 (-4,1%) становника мање него 2000. године.
| Група             | 2000.         | 2010.         |
| Белци             | 9.033 (95,7%) | 8.553 (94,5%) |
| Афроамериканци    | 60 (0,6%)     | 80 (0,9%)     |
| Азијати           | 123 (1,3%)    | 115 (1,3%)    |
| Хиспаноамериканци | 91 (1,0%)     | 164 (1,8%)    |
| Укупно            | 9.435         | 9.052         |